# Пуй
Пуй (рум. Pui) — село у повіті Хунедоара в Румунії. Адміністративний центр комуни Пуй.
Село розташоване на відстані 265 км на північний захід від Бухареста, 42 км на південь від Деви, 145 км на південь від Клуж-Напоки, 147 км на схід від Тімішоари, 144 км на північний захід від Крайови.

## Населення
За даними перепису населення 2002 року у селі проживали 793 особи.
Національний склад населення села:
| Національність | Кількість осіб | Відсоток |
| -------------- | -------------- | -------- |
| румуни         | 762            | 96,1%    |
| угорці         | 18             | 2,3%     |
| цигани         | 9              | 1,1%     |

Рідною мовою назвали:
| Мова      | Кількість осіб | Відсоток |
| --------- | -------------- | -------- |
| румунська | 763            | 96,2%    |
| угорська  | 18             | 2,3%     |
| циганська | 9              | 1,1%     |